# 拉美西斯二世
拉美西斯二世或拉姆西斯二世（Ramesses II，约前1303年2月21日—前1213年7月或8月），闻名于世的还有他的希腊名奥兹曼迪亚斯（通用希腊语：Οσυμανδύας，罗马化：Osymandýas，源自其尊号），是古埃及第十九王朝的第三位法老（约前1279年5月31日－约前1213年7月或8月），法老塞提一世之子，其名在古埃及語中意為「拉神之子」。在拉美西斯二世執政的時期，是埃及新王國最後的強盛年代。
拉美西斯二世進行了一系列的遠征，進入黎凡特，以恢復埃及對迦南的統治。他在敘利亞與同時代的另一強大帝國赫梯發生利益衝突。雙方在前1274年發生一次著名的戰役（卡疊石戰役）。约前1258年，赫梯王国的國王病逝，新任國王哈图西里三世繼位，两国缔结和约，成为军事同盟。埃及赫梯和約可說是歷史上第一個著名的國際協定，其埃及文本與赫梯文本均被保存下來，並為近代考古學者所發現。可能是出於對赫梯軍事力量的擔心，拉美西斯二世下令在東北尼羅河三角洲新建一座城市為首都，並將其命名為培爾—拉美西斯（意為拉美西斯的家）。
拉美西斯二世也許是埃及最著名的法老。根據庫班石碑的記載，他10歲就擔任軍隊首領，年少便輔佐父親，公元前1279年（此年代仍有爭議）就已登基，在位67年。他對龐大土木工程的熱情使埃及各地都留下了他的痕跡：他在阿比多斯和拉美西姆興建許多廟宇；為卡納克神廟和盧克索神廟增添新結構；興建了以宏偉著稱的阿布辛拜勒神廟。許多前代法老修建的建築也被刻上了他的名字。拉美西斯二世擁有一個同樣龐大的家庭。
拉美西斯二世經常被認為是古埃及歷史上最為重要的法老之一。當他以90歲高齡過世時，已成了埃及的代表人物。然而他統治的時代已是埃及衰落的前夜，國家巨大的開銷加快了國力的下降。拉美西斯二世死後，埃及開始走向下坡。

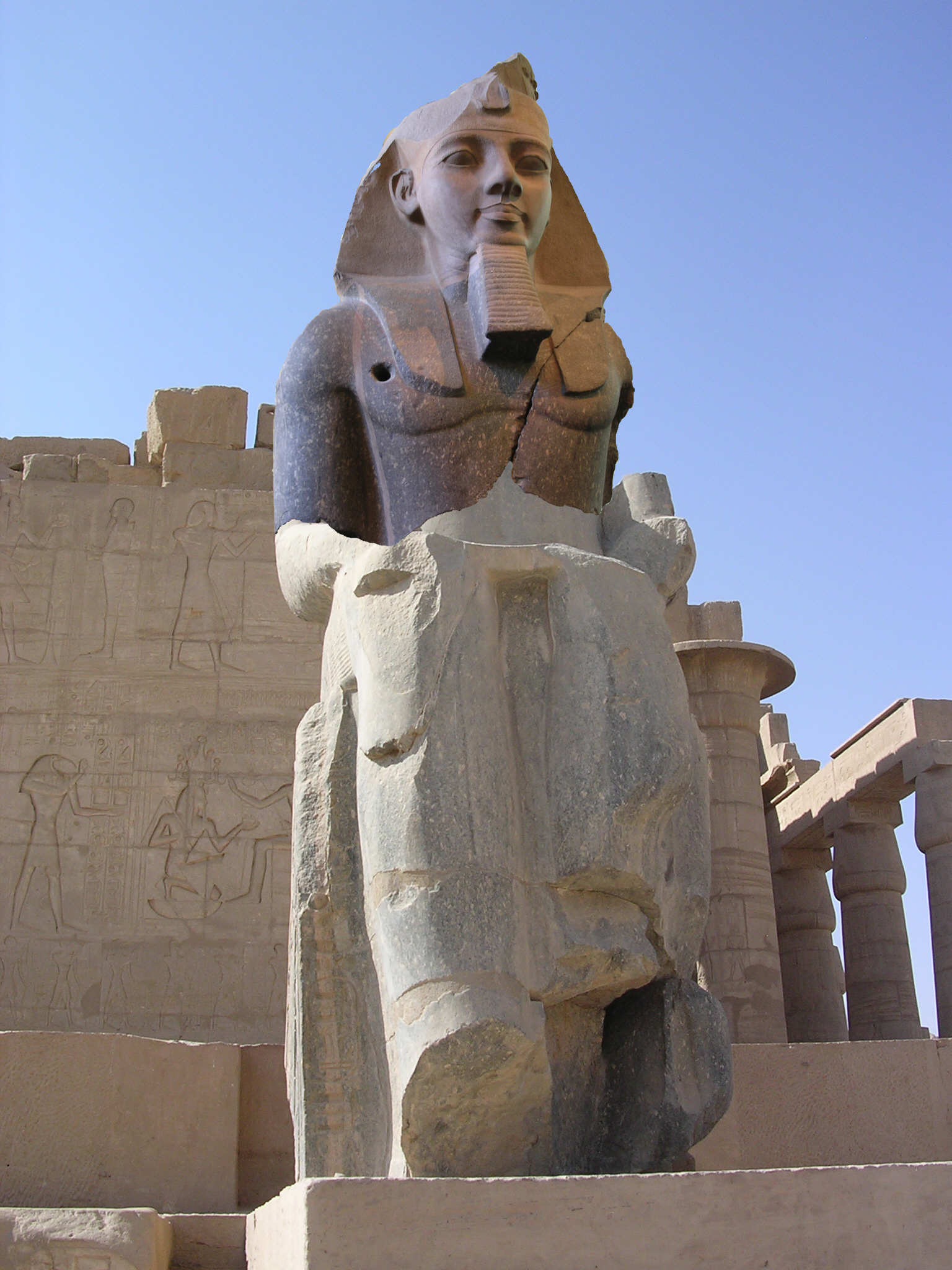
拉美西斯二世

## 早年
當他的祖父即第19王朝創始人，拉美西斯一世登基時，他仍然是一個孩子，而拉美西斯的母親圖雅則是出生自貴族家庭，拉美西斯二世大概是塞提一世和圖雅的第二或第三個兒子，然而，塞提一世為了能確保兒子能順利繼承王位，便讓拉美西斯在15歲時成為輔政，在塞提一世過世後，年輕的拉美西斯二世成為埃及唯一的統治者。

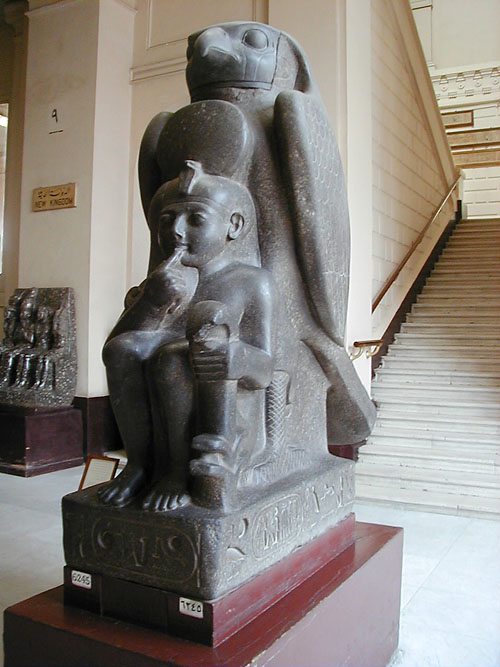
幼年时的拉美西斯二世

## 家庭

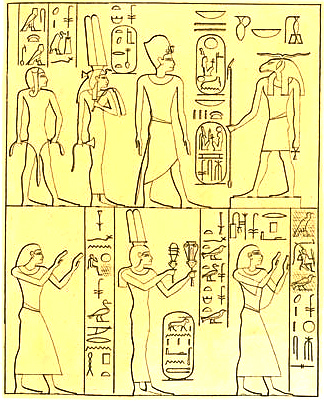
拉美西斯二世，伊塞諾費雷特一世，卡伊姆瓦賽特與克努姆（上），下方從左至右為麥倫普塔，賓塔娜特公主，拉美西斯（下）

拉美西斯二世是法老塞提一世與皇后圖雅的兒子，他有兩個姐姐荷努特美拉與梯奧公主，在他長達幾十年的統治里有過八名王后近兩百名妃子以及超過一百多名的兒女，其最著名的妃子為第一位大皇后妮菲塔莉。妃子中也包括拉美西斯的女兒、他的姐妹、赫梯的公主、數名高官和貴族的女兒。大部分妃嬪身份名字家世父母仍有待考察，以下列表為能夠考證的妃嬪：
- 妮菲塔莉(奈非爾塔莉)（Nefertari）：拉美西斯二世第一位皇后，拉美西斯二世最早與他結婚兩位妃嬪之一，也是拉美西斯二世王后中迄今唯一被發現了神廟的王后。她至少生育了六名子女，沒有發現王族稱號，貴族出身但家世不詳，在拉美西斯二世第24年（公元前1255年）病逝。葬於王后谷QV66。
- 伊斯諾弗萊特（Isetnofret I）：拉美西斯二世的皇后，拉美西斯二世最早與他結婚兩位妃嬪之一。家世不詳，記載蘚少。至少生育了四名子女，主要子女全部先後擔任過太子和皇后。沒有發現貴族和王族的稱號。在位時間未知，有可能是在妮菲塔莉去世之後成爲王后，但更有可能早于她去世。法老麥倫普塔的母親。至今沒有發現墳墓，被懷疑在帝王谷拉美西斯墓KV7和麥倫普塔墓KV8的中間，或被水淹沒。
- 瑪特妮斐魯麗（Maathorneferure）：赫梯公主，原名待考，赫梯王哈圖西里三世（Hattusili III）與蒲杜海芭（Padukhepa）王后之女。公元前1246年在卡迭石戰役後，於公元前1245年2月被送到埃及與拉美西斯二世聯姻，因難產而去世，生下女兒妮斐魯莉（Neferure）。
- 梅莉塔蒙（Meritamen）：拉美西斯二世與妮斐塔莉的女兒，後成為皇后，為拉美西斯二世女兒之中最出名的公主，常和賓塔娜特一起出現，可能和她分享皇后權力。
- 賓塔娜特（Bintanath）：拉美西斯二世與伊斯諾弗萊特的女兒，拉美西斯二世的大女兒（也可能是第一個孩子）。第一個嫁給拉美西斯二世的女兒，在妮菲塔莉在位末期（王22年）成為皇后，活至兄弟麥倫普塔統治時期，約60-70歲去世，生一個不知名的女兒（可能與賓塔娜特本身同名），常和梅莉塔蒙一起出現，可能先後和多個皇后分享王后權力。
- 妮貝塔威（Nebettawy）：拉美西斯二世的女兒，母不詳。後成為皇后。
- 荷努特美拉（Henutmire）：可能是拉美西斯二世的姐姐，塞提一世與圖雅的女兒。後成為皇后
- 蘇特拉瑞（Sutererey）：側妃，皇子拉美西斯·西普塔之母，待考
- 伊威（Iwy）：側妃，公主皮普伊（Pypuy）之母，待考。

### 子女
拉美西斯二世擁有一百多個孩子，部分孩子有待考證，部分孩子常和拉美西斯二世出現於部分文獻記載，壁畫與文物。
以下孩子名單只標列出能夠考證或已知母親身份的孩子:
兒子：
- 阿蒙-荷-柯普塞夫（Amun-her-Khepsef，? - 公元前1253年），母妮菲塔莉，拉美西斯二世的長子，拉美西斯二世第一個指定的太子，但於拉美西斯二世26年（公元前1253年）去世，可能與妹妹妮菲塔莉結婚。
- 拉美西斯皇子（Ramses，名字意義為「為拉而生」，? - 公元前1229年），拉美西斯二世的次子，母伊斯諾弗萊特，拉美西斯二世25年（公元前1254年）成為太子，拉美西斯二世50年（公元前1229年）去世，可能與妹妹伊斯諾弗萊特結婚。
- 帕拉荷威尼美夫（Parehewenef），母妮菲塔莉，在卡迭石戰役戰勝後的慶功宴的筆畫記載中出現，他也出現於阿布辛貝勒神廟的壁畫中出現。在拉美西斯二世統治時期期間去世。
- 卡伊姆瓦賽特（Khaemwaset，? - 公元前1224年），母伊斯諾弗萊特，在拉美西斯二世50年（公元前1229年），拉美西斯皇子去世後被委任為太子，55年（公元前1224年）去世。
- 麥倫普塔（Merenptah），拉美西斯二世第13個兒子，母伊斯諾弗萊特，其妻子伊斯諾弗萊特二世可能是他的妹妹，他也可能與侄女（妹妹）賓塔娜特結婚，後在60歲時成為法老。
- 美雅圖姆（Meryatum），母妮菲塔莉，赫利奧波利斯的大祭司。
- 蒙圖-荷-柯普塞夫（Mentu-her-Khepsef）
- 拉美西斯-美雅圖姆-尼布威本（Ramsses-Meryamun-Nebweben），母不詳，從一個棺木的銘文中提起
- 西蒙圖（Simentu），母不詳，擔任孟菲斯皇家御花園的管理員，他與敘利亞籍將軍統領貝奈奈特（Benanath）的女兒伊爾耶特（Iryet）結婚
- 拉美西斯-西普塔（Ramses-Siptah，名字意義為「為拉而生，普塔之子」），母為側妃蘇特拉瑞（Sutererey），他的亡靈書現藏於佛倫斯
- 塞提（Sethi），母可能是妮菲塔莉或伊斯諾弗萊特。

女兒：
- 賓塔娜特（Bintanath），母伊斯諾弗萊特，後為拉美西斯二世皇后，生有一個不知名的女兒。
- 梅莉塔蒙（Meritamen），母妮菲塔莉，後成為拉美西斯二世的皇后，是拉美西斯二世最出名的公主。
- 荷努特塔威（Henuttawy），母妮菲塔莉
- 妮貝塔威（Nebettawy），母可能是妮菲塔莉或伊斯諾弗萊特
- 妮菲塔莉（Nefertari），母妮菲塔莉，與母親同名，可能與阿蒙-荷-柯普塞夫結婚。
- 伊賽諾費雷特（Isetnofret，名字意思是「伊西斯女神的美」），母可能是伊斯諾弗萊特，從一封來自兩位女歌手的信中得知，內容是關於這兩位歌手關心她的健康病情。她可能是麥倫普塔的妻子伊塞諾費雷特二世。部分考古學者認為她是拉美西斯二世的孫女，太子卡伊姆瓦賽特的女兒。
- 妮菲魯麗（Neferure，名字意義為「拉神之美」），母瑪特妮菲魯麗，拉美西斯二世第26個女兒，待考。
- 塔卡特（Takhat），母不詳，可能是塞提二世的妻子
- 皮普伊（Pypuy），母為側妃露伊（Iwy/luy），與十八王朝的一群公主同葬Sheikh Abd el-Qurna的墓室

## 样貌与体征

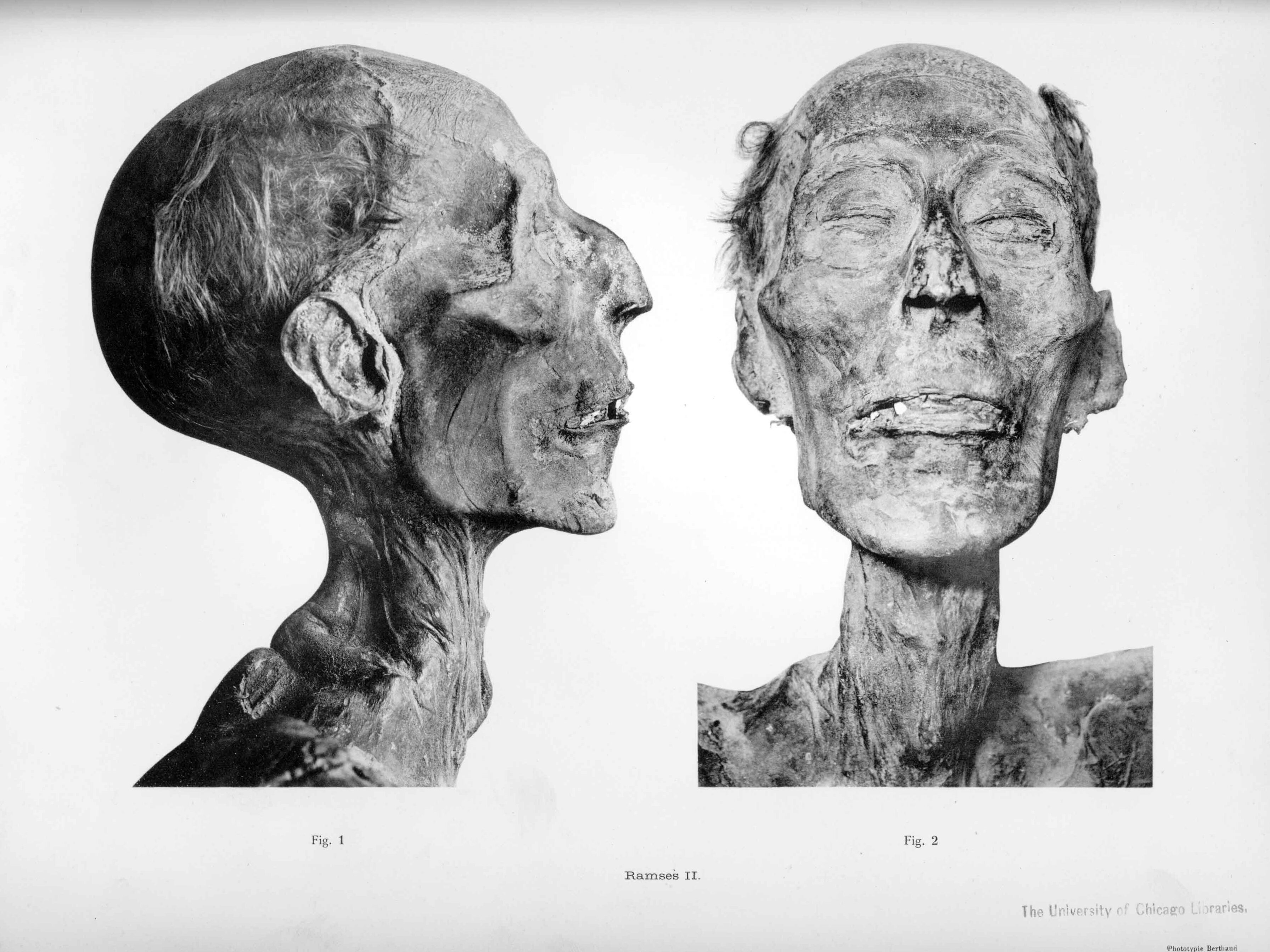
拉美西斯二世的木乃伊头部，充分展示了法老的样貌。

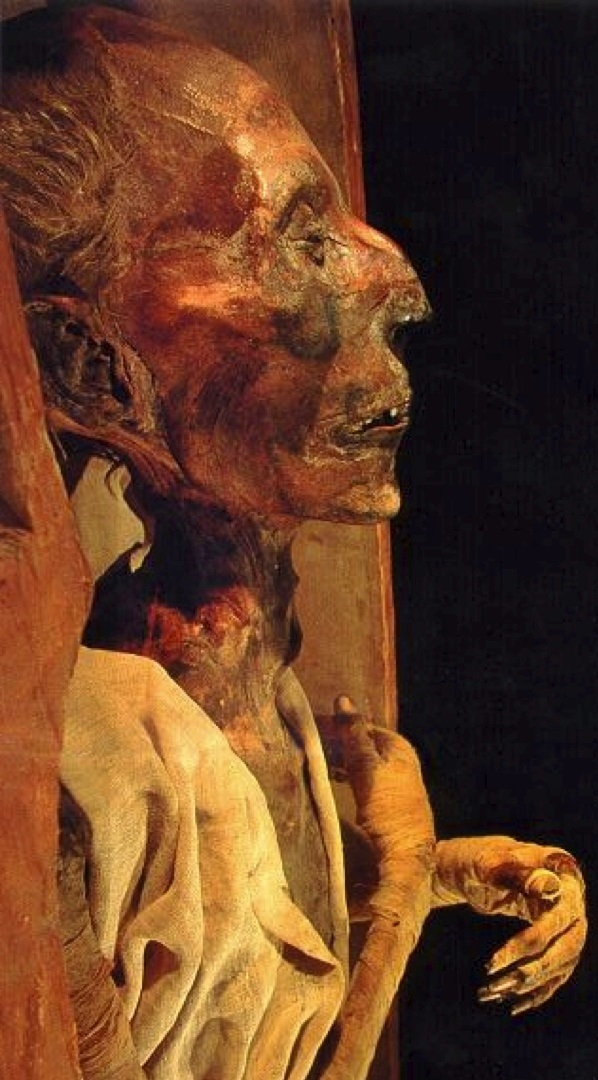
拉美西斯二世的木乃伊，藏于开罗博物馆

拉美西斯二世的身高为170公分（5尺7寸），拉美西斯二世拥有鹰钩鼻和红发的特征。另外，学者认为拉美西斯二世拥有浅肤色。

## 趣闻
1881年，拉美西斯二世的木乃伊被發現。1975年，法国医生莫里斯·布卡耶在开罗博物馆检查了这具木乃伊，发现它状况不佳。法国总统瓦莱里·季斯卡尔·德斯坦成功说服埃及当局将木乃伊送往法国接受治疗，埃及政府將他的木乃伊送往法國修復，還為此特別發給其木乃伊一本國民護照，職業欄上註明“國王（已歿）”，以盛大的軍禮替他舉行出國儀式。而法國對其木乃伊，也在巴黎勒布爾熱機場以元首待遇隆重歡迎。

## 相關作品
- 《赤河戀影》（日本漫畫）：篠原千繪（僅番外篇第二篇出現。漫畫正傳中的男配角為拉美西斯，即拉美西斯一世、拉美西斯二世的祖父。
- 《法老的寵妃》（小說）

- 《砂與海之歌》（漫畫）
- 《尋找前世之旅》（漫畫）
- 《拉美西斯五部曲》（小說）：克里斯提昂·賈克著，王玲秀譯。
- 《尋找前世之旅》（小說）：Vivibear [其中之一個章節----埃及法老] , 其後小說續集番外篇亦有出現。
- 《埃及王子》（美国音乐动漫电影）：美国好莱坞梦工厂动画制作，由美国的雷夫·范恩斯（配音英文）与台湾的徐敏（配音中文）配音。
- 《十诫》（电影）：美国1956年派拉蒙电影公司制作,尤·伯连纳饰拉美西斯二世。
- 《阿黛拉的非凡冒險》（電影）：2010年法國奇幻冒險喜劇片。
- 《出埃及記天地王者》（電影）：2014年美國聖經史詩片，改編聖經《出埃及記》，主要敘述摩西反抗埃及对猶太人的奴役，和法老王拉美西斯二世反目成仇，帶領猶太人出走红海的故事。
- 《Fate/Prototype 蒼銀的碎片》（小說）：Fate系列泛生小說。
- 《Fate/Grand Order》（手機遊戲）：沿用小說《Fate/Prototype 蒼銀的碎片》的資料登場的五星從者。
- 《异教王后》（小说）：米歇尔·莫兰（英语：Michelle Moran）著，以拉美西斯二世的大皇后妮菲塔莉与他的爱情故事為主题。
- 《哆啦A梦》：2017年9月1日的动画是主角五人组回到古埃及，与少年时的拉美西斯二世历险的故事。[6]
- （遊戲）：拉美西斯二世在DLC法老的诅咒（The Curse of the Pharaohs）中登场。在这个DLC中，拉美西斯二世的亡灵与其他几位古埃及法老（阿肯那顿、纳芙蒂蒂和图坦卡蒙）一起被阿蒙神妻伊西朵拉召唤到现世，在底比斯街头大开杀戒。为还民众以安宁，玩家扮演的无形者巴耶克在化身为“巴”在大王后尼斐尔泰丽的指引下来到赫卜塞德，让这位法老永远地沉睡了下去。